# Dějový zvrat
Dějový zvrat je narativní prostředek, který zásadně pozměňuje dosavadní směřování dějové linie a předpokládaný vývoj syžetu v uměleckém díle. Pokud se nachází v závěru zápletky, jedná se o tzv. twist neboli překvapivý konec. Ve vyprávění se nejčastěji objevuje v podobě překvapivého odhalení, které publikum nutí přehodnotit všechny dosavadní události příběhu. Bývá přitom různými způsoby předznamenán. Vyprávění průběžně naznačuje, že něco není v pořádku a že skutečnost předkládaných události je jiná, než se na první pohled může jevit. To zajišťuje, že ačkoliv je zvrat obvykle překvapivý a neočekávaný, čtenáři či diváci jsou na něho do určité míry připraveni. Existuje mnoho způsobů, jakými ho lze ve vyprávění realizovat, od cíleného zatajování klíčových informací až po zapojování falešných stop, které mají postavy i publikum svádět na scestí. Ačkoliv není nezbytnou součástí každého díla, knihy, filmy i seriály obvykle pracují s řadou drobných zvratů nebo alespoň jedním výrazným překvapením.
Dějový zvrat je tím účinnější, čím méně ho publikum očekává, a jeho předčasné odhalení je tedy považováno za vyzrazení klíčové části děje. V ideálním případě by čtenáři či divákovi neměla být vyzrazena ani skutečnost, že vyprávění zvrat obsahuje. Nejméně jedna studie však naznačuje, že předčasné vyzrazení dějového zvratu požitek z díla žádným způsobem neovlivňuje.

## Historie
Jedním z prvních beletristických děl, v němž bylo uplatněno několik výrazných dějových zvratů je příběh z Tisíce a jedné noci. Pohádka „O třech jablkách“ vypráví o rybáři, který objeví zamčenou truhlu. K prvnímu zvratu dochází ve chvíli, kdy je truhla násilím otevřena a uvnitř je nalezeno mrtvé tělo. Počáteční pátrání po viníkovi následně nečekaně zkomplikují dva muži, kteří se vydávají za vrahy. Spletitý řetězec událostí nakonec vrcholí překvapivým odhalením, že skutečným vrahem byl ve skutečnosti vyšetřovatelův vlastní otrok.

## Metody
Literární věda identifikuje několik typických dějových zvratů podle způsobu jejich provedení.

### Anagnorisis
Anagnorisis neboli odhalení hrdiny je situace, kdy protagonista náhle rozpozná svou skutečnou identitu nebo vypátrá tajemství jiné postavy. S anagnorisis pracuje Sofoklova tragédie Král Oidipus: Oidipus zabije svého otce a nevědomky se ožení se svou matkou. Pravdu se ale dozví až v samém vyvrcholení hry. Tento typ zvratu se objevuje již v detektivním příběhu „O třech jablkách“ z Tisíce a jedné noci, v jehož závěru hlavní hrdina nalezne klíčový předmět, díky kterému pochopí, že pachatelem vraždy byl po celou dobu jeho vlastní otrok. 

### Flashback
Flashback neboli analepse či retrospektiva je náhlý návrat k již uplynulé události příběhu. Prostřednictvím flashbacku lze odhalit dosud utajovanou informaci, a vyřešit tím ústřední záhadu ve vyprávění. S jeho pomocí lze navíc donutit čtenáře či diváka přehodnotit dosavadní názor na protagonisty a odhalit důvod, proč došlo k některým nevysvětlitelným událostem. V kombinaci s anagnorisis může flashback objasnit nejen opravdovou identitu některých postav, ale například i skutečnost, že hlavní hrdina je nějakým způsobem spjatý s předešlou obětí antagonisty. Takový postup zvolil Sergio Leone ve filmu Tenkrát na Západě nebo Frederick Forsyth v románu Spis Odessa.

### Cliffhanger
Cliffhanger je pojem, který bývá nejčastěji spojovaný se seriálovou fikcí. Označuje situaci na konci seriálové epizody, kdy se postavy musí vypořádat se zdánlivě neřešitelným problémem nebo šokujícím odhalením. Epizoda obvykle končí v nejvyhrocenějším momentu vyprávění s příslibem, že odpověď na to, jakým způsobem postavy komplikovanou situaci překonají, se divák dozví v následujícím dílu seriálu. Účelem cliffhangeru je tedy podnítit v divácích zvědavost a posílit jejich zájem o další epizody. Jeden z nejpopulárnějších příkladů cliffhangeru lze nalézt v jednom z dílů série Star Wars. Hlavní hrdina Luke Skywalker v závěru filmu Impérium vrací úder (1980) musí spolu s diváky čelit šokujícímu odhalení, že jeho úhlavní nepřítel Darth Vader je ve skutečnosti jeho vlastní otec. S tímto nečekaným zjištěním se plně vypořádává až další díl série, Návrat jediů (1983).  

### Nespolehlivý vypravěč
Zvraty v příbězích s nespolehlivým vypravěčem mají nejčastěji podobu náhlého odhalení skutečnosti, že všechny prezentované události byly smyšlené nebo zmanipulované lživým vypravěčem. Čtenář nebo divák je díky tomu nucen přehodnotit dosavadní předpoklady o příběhu a jeho postavách. Tento motiv se obvykle objevuje v dílech, která spadají do žánru noir, například ve filmu Obvyklí podezřelí. Nespolehlivého vypravěče využila i Agatha Christie v románu Vražda Rogera Ackroyda, který kritici strhali za to, že s čtenáři manipuluje a sprostě je podvádí. Nespolehlivé vyprávění často pracuje i s postavou, která je nějakým způsobem mentálně nepříčetná. Publikum, které sdílí její hledisko, je po odhalení jejího špatného psychického stavu nuceno přehodnotit všechny dosavadní události. Tento postup využívá román Klubu rváčů Chucka Palahniuka, který později zadaptoval režisér David Fincher. Jako vyprávění s „nespolehlivým vypravěčem“ bývají označovány i filmy, které sice nevyužívají mimoobrazového vypravěče, ale jejichž protagonisté jsou považováni za „vypravěče“ v tom smyslu, že jsou události příběhu prezentovány převážně z jejich perspektivy.

### Peripetie
Peripetie označuje náhlý zvrat v osudu hlavního hrdiny, který může být pozitivní i negativní a přirozeně vyplývá z okolností, v nichž se postava nachází. Na rozdíl od deus ex machina tedy peripetie nevnáší do vyprávění nové entity, které by neplánovaně zasahovaly do děje, ale logicky navazuje na to, co se v dosavadním příběhu odehrálo. Příkladem negativního typu peripetie může být náhlá vražda Agamemnóna rukou jeho manželky Klytaimnéstry v Aischylově antické tragédii Oresteia. Do povědomí veřejnosti se ale zapsal zejména díky seriálu The Twilight Zone. Obzvlášť efektivní peripetii využívá epizoda „Time Enough at Last“ („Konečně dostatek času“), v níž si hlavní hrdina omylem rozbije brýle, čímž se připraví o možnost si v novém postapokalyptickém světě konečně přečíst knihy, na něž doposud neměl čas. Naopak s pozitivním typem peripetie pracuje například film Hra. Hlavní postava Nicholas Van Orton se v závěru filmu s úlevou dozví, že svého bratra ve skutečnosti nezabil a že všechny dosavadní události byly součástí spletité hry, kterou jeho přátelé uspořádali v rámci oslavy jeho narozenin.

### Deus ex machina
Deus ex machina je latinský termín, jehož doslovný překlad je bůh ze stroje či bůh na kladce. V díle označuje neočekávaný zásah shůry, kdy se náhle a velmi nepravděpodobně vyřeší zdánlivě neřešitelný problém příběhu. Ve starořeckém divadle byla „deus ex machina“ („ἀπὸ μηχανῆς θεός“) postava řeckého boha, který byl v kýženou chvíli na jeviště spuštěn prostřednictvím mechanického zařízení a situaci vyřešil. Dnes termín deus ex machina v přeneseném významu označuje jakoukoliv entitu (tj. postavu, jev nebo předmět), která se ve vyprávění zničehonic objeví, aby posunula příběh kupředu. Viktoriánští romanopisci například často rozplétali dějovou linii tím, že jedna z postav náhle objevila ztracenou závěť.

### Falešná stopa
Falešná stopa je běžným narativním prostředkem detektivních románů a označuje vodítko, jehož cílem je podvést vyšetřovatele. Postavu detektiva, jehož perspektivu obvykle čtenář nebo divák sdílí, cíleně svádí na scestí a snaží se zajistit, aby nalezl špatné řešení ústřední záhady. S tímto motivem pracuje bestseller Da Vinciho kód, v němž prohřešky postavy jménem „Biskup Aringarosa“ odvádějí pozornost od skutečného antagonisty. Obdobný typ klamu nabízí i román Prvotní strach, v němž je obžalovaný Aaron Stampler obviněn z brutální vraždy chicagského arcibiskupa. Své okolí úspěšně přesvědčí, že trpí disociativní poruchou identity, a není tedy popraven z důvodu nepříčetnosti. Jeho advokát ale nakonec zjistí, že psychický problém pouze předstíral, aby se vyhnul rozsudku smrti. V románu Deset malých černoušků od Agathy Christie je pak falešná stopa, v anglofonních zemích lépe známá jako „red herring“, explicitně zmíněna v dopisu, který předjímá vraždy, k nimž v průběhu děje dochází.

### Falešný protagonista
Falešný protagonista je postava, která zprvu působí jako hlavní hrdina příběhu, ale brzy je buď nečekaně zabita, nebo zcela odsunuta do pozadí. Vyprávění se s ní vypořádá takovým způsobem, že je čtenáři či divákovi jasné, že se již do příběhu nenavrátí. Příkladem je hlavní hrdinka filmu Psycho, která je zhruba v polovině filmu nemilosrdně zavražděna. Falešným protagonistou je mimo jiné i Ned Stark v seriálu Hra o trůny, který je zabit před koncem první série, ačkoliv se mu z celé sestavy postav v průběhu epizod dostává nejvíce pozornosti.

### Nelineární vyprávění
Nelineární vyprávění prezentuje postavy i děj v nechronologickém pořadí. Aby čtenář nebo divák příběhu porozuměl, musí se pokusit rekonstruovat časovou posloupnost jednotlivých událostí a zjistit, která událost předchází jinou. V takovém typu vyprávění je zvrat obvykle výsledkem záměrného pozdržování klíčových informací, po jejichž odhalení je potřeba přehodnotit naše dosavadní mínění o postavách či uplynulých událostech. Nelineární vyprávění se objevuje již v Odyssei. Epos neprezentuje jednotlivé události tak, jak šly za sebou, ale rámuje je jako vzpomínky vypravěče, kterým je samotný Odysseus. Podobný postup volí i jiná epická báseň, Aeneida. V té Aeneas retrospektivně vypráví o konci Trojské války a svojí cestě za Dídó, královnou Kartága. Nelineární vyprávění využívají mimo jiné i filmy Mulholland Drive, Sin City, Pulp Fiction a Memento, televizní seriály Ztraceni, Jak jsem poznal vaši matku, Hrdinové a Westworld nebo román Hlava XXII.